# Mankota
Mankota es un pueblo canadiense situado en la provincia de Saskatchewan.

## Superficie
Mankota tiene una superficie de 1,5 km².

## Demografía
En 2021, tenía 198 habitantes, una densidad poblacional de 132,2 hab./km², y 133 viviendas.